# Жълтоклюн кълвач
Жълтоклюн кълвач (Sphyrapicus varius) е вид птица от семейство Picidae.

## Разпространение
Видът е разпространен в Антигуа и Барбуда, Аруба, Американските Вирджински острови, Бахамските острови, Барбадос, Белиз, Бермудските острови, Британските Вирджински острови, Гваделупа, Гватемала, Доминика, Доминиканската република, Канада, Кайманови острови, Колумбия, Коста Рика, Куба, Мартиника, Мексико, Монсерат, Никарагуа, Панама, Пуерто Рико, Салвадор, Сейнт Китс и Невис, Сейнт Лусия, Сен Пиер и Микелон, Сейнт Винсент и Гренадини, САЩ, Търкс и Кайкос, Хаити, Хондурас и Ямайка.